# 地图非疆域
地图非疆域（英語：The map is not the territory）描述的是客體與其表徵的关系，特別是地理疆域与其地图之间的关系。将地图等同于疆域是一种逻辑谬误，它混淆了术语的含义本身与其所代表的东西。波兰裔美国科学家兼哲学家阿尔弗雷德·柯日布斯基曾指出：“地图非疆域”、“词语非事物”，表明事物衍生出的抽象概念或对某种事物的反映并非事物本身。柯日布斯基认为，许多人会混淆地图和疆域，混淆现实的概念模型和现实本身。这些观点对于柯日布斯基创立的普通语义学体系至关重要。
这种不等关系也有其他表述方式，例如“模型非数据”（The model is not the data）、“所有模型都是错的”（All models are wrong），以及艾伦·沃茨所说的“菜单非菜品”（The menu is not the meal）。因此，无论其与普通语义学本身是否有关，其在本体论和应用本体论中至關重要，在语义学、统计学、物流学、工商管理、符號學等學科中都有所運用。
“所有模型都是错的”这一论断的常见的补充是“所有模型都是错的（但有些模型是有用的）”，强调如何正确认识和处理地图与疆域的差异。关键并非在于“所有地图都无用”；而在于对差异保持批判性思维：这些差异在各种情况下是可以忽略的还是显著的，如何减少这些差异（从而迭代开发地图或其他模型以改善之）等等。

## 历史
“地图非疆域”最早由阿尔弗雷德·柯日布斯基（Alfred Korzybski）于1931年的论文《非亚里士多德体系及其对数学和物理学严谨性的必要性》（A Non-Aristotelian System and Its Necessity for Rigour in Mathematics and Physics）中提出。该论文发表于新奥尔良举行的美國科學促進會会议上，后来被转载于《Science and Sanity》（1933）。柯日布斯基将“地图并非所绘之物”的来源追索到数学家埃里克·坦普尔·贝尔。柯日布斯基在文章中指出：“地图并非其表示的疆域，但若正确的话，它和疆域的结构类似，这正是它有用之处。”
这一概念在各种文化作品中得到阐释。比利时超现实主义者雷內·馬格利特在其画作《形象的叛逆》中探讨了这一理念，画中描绘了一支烟斗，并配文“这不是烟斗”（Ceci n'est pas une pipe）。路易斯·卡羅在《西爾薇與布魯諾》（1893年）中描述了一幅比例尺为“1英里:1英里”虚构的地图，但事实证明这幅地图根本不实用。豪尔赫·路易斯·博尔赫斯在其短篇小说《论科学的精确性》（1946）中也提到了与疆域面积一样大的地图。哲学家在其1964年出版的《理解媒介》一书中指出，所有媒体表征，包括电子媒体，都是现实的抽象或“延伸”。
这一思想影响了许多现代作品，包括罗伯特·M·波西格的《莱拉：一场对道德的探究》和米歇尔·韦勒贝克的小说《地图与疆域》，后者获得了龚古尔文学奖。罗伯特·安东·威尔逊和詹姆斯·A·林赛的作品中也讨论了这一概念，他们在其著作《点、点、点：无穷加上帝等于愚蠢》中批评了概念地图与现实的混淆。宗教历史学家乔纳森·Z·史密斯将他的其中一本论文集命名为《地图非疆域》。同样，人工智能悲观主义者埃利泽·尤德科夫斯基的文集也被命名为《地图与疆域》。

## 评论
格雷戈里·贝特森在其1972年出版的著作《心灵生态学导论》中指出，对一个领域的理解本质上受限于感知该领域的感官通道。他将现实的“地图”描述为一种不完美的表述：
我们总说地图不是疆域。但疆域究竟是什么？从操作层面看，不过是某人带着视网膜或测量工具外出，感知到了表征并将其转化到纸上。纸质地图所承载的，实则是制图者视网膜成像表征的表征……疆域从不曾真正进入其中。表征的过程永远会将其过滤筛除，致使精神世界只有地图的地图，循环往复永无止境。
贝特森在1971年出版的《“自我”的控制论：酒精中毒理论》中进一步探讨了这一点，他认为地图的实用性在于其与疆域结构上的类似性，而非其原真性。例如，即使是认为感冒由烈酒引起的文化信仰，也能作为公共卫生的有效“地图”，和细菌理论起到类似的效果。
哲学家大卫·施密特在其著作《正义的要素》（2006）中探讨了准确性这一主题，强调过于详细的模型可能没有实操性，这个问题也被称为博尼尼悖论。诗人保羅·瓦勒里总结了这一观点：“一切简单的东西都是错误的。一切复杂的东西都是无用的。”
电子媒体的兴起和的擬像概念进一步加剧了地图与疆域之间的区别。在《拟像与仿真》一书中，鲍德里亚认为，在现代社会，仿真先于现实，甚至取代了现实：
如今，抽象已不再是地图、副本、镜像或概念式的抽象。仿真也不再是对疆域、指涉物或实体的仿真。它是一种无本源亦无真实性的实在的模型的生成物：超真实。疆域不再先于地图存在，亦无法在地图之后存续。相反，正是地图先于疆域——拟像的优先——才催生出疆域本身。

### 延伸阅读
Wuppuluri, Shyam; Doria, Francisco Antonio (编). . The Frontiers Collection (Springer Nature). 2018. ISBN 978-3-319-72477-5. ISSN 1612-3018. arXiv:1710.09944 . doi:10.1007/978-3-319-72478-2 （英语）.